# Chico Lamba
Chico Faria Camará Lamba (Bisáu, 10 de marzo de 2003) es un futbolista portugués de origen bisauguineano. Juega de posición y su equipo actual es el Association Sportive de Saint-Étienne de la Ligue 2, segunda categoría del fútbol francés.

## Trayectoria
Entre 2013 y 2014 se formó en las divisiones infantiles de Benfica. En 2024 pasó a Sporting, donde culminó su etapa infantil, comenzó las juveniles y escaló en las diferentes categorías. En la temporada 2019-20 tuvo su primera convocatoria a la sub-23, a pesar de ser sub-17, pero no tuvo minutos. En la siguiente campaña fue promovido al equipo sub-23, jugó de titular desde la fecha 1 y totalizó 3 goles en 20 presencias, además fue ascendido al Sporting B donde jugó 12 partidos en el Campeonato de Portugal, correspondiente a la cuarta categoría del fútbol portugués.
Sporting B jugó en la Terceira Liga 2021-22, Lamba participó en 21 juegos y colaboró con 1 gol, además fue parte del equipo sub-19 en la Liga Juvenil de la UEFA, donde llegaron hasta cuartos de final donde cayeron contra Benfica, quien posteriormente se coronó campeón del torneo.
En la temporada 2022-23 fue ascendido al primer equipo por Rúben Amorim y firmó contrato hasta 2024. Debutó como profesional el 22 de octubre de 2022, ingresó a comienzo del segundo tiempo debido a una lesión de José Marsà para enfrentar a Casa Pia y ganaron 3-1 en el Estádio José Alvalade ante más de 26600 espectadores. Disputó sus primeros minutos con 19 años y la camiseta 73. Sufrió una lesión que lo apartó de la cancha varios meses, se recuperó en 2023, jugó algunos partidos con la sub-19, sub-23 y la reserva del club.
No tuvo minutos en el primer equipo en la campaña 2023-24, estuvo con la reserva, donde fue el capitán del equipo. En búsqueda de oportunidades fue fichado por Arouca el 12 de junio de 2024.
Encontró regularidad en su nuevo equipo, participó en 26 juegos, anotó 1 gol y brindó 1 asistencia en la Primeira Liga 2024-25, además jugó 2 partidos en la Copa de Portugal.
El 7 de julio de 2025 fue anunciado su fichaje por Saint-Étienne, firmó contrato hasta 2029 con los franceses.

## Selección nacional
Ha sido internacional con la selección de fútbol de Portugal en las categorías juveniles sub-16, sub-18, sub-19 y sub-21.

## Estadísticas

### Clubes
Actualizado al último partido citado el 17 de mayo de 2025.
| Club                        | Div.          | Temporada     | Liga  | Liga  | Liga   | Copas nacionales | Copas nacionales | Copas nacionales | Copas internacionales | Copas internacionales | Copas internacionales | Total | Total | Total  |
| Club                        | Div.          | Temporada     | Part. | Goles | Asist. | Part.            | Goles            | Asist.           | Part.                 | Goles                 | Asist.                | Part. | Goles | Asist. |
| --------------------------- | ------------- | ------------- | ----- | ----- | ------ | ---------------- | ---------------- | ---------------- | --------------------- | --------------------- | --------------------- | ----- | ----- | ------ |
| Sporting C. P. "B" Portugal | 4.ª           | 2020-21       | 12    | 0     | 0      | —                | —                | —                | —                     | —                     | —                     | 12    | 0     | 0      |
| Sporting C. P. "B" Portugal | 3.ª           | 2021-22       | 21    | 1     | 0      | —                | —                | —                | —                     | —                     | —                     | 21    | 1     | 0      |
| Sporting C. P. "B" Portugal | 3.ª           | 2022-23       | 7     | 0     | 1      | —                | —                | —                | —                     | —                     | —                     | 7     | 0     | 1      |
| Sporting C. P. "B" Portugal | 3.ª           | 2023-24       | 22    | 2     | 1      | —                | —                | —                | —                     | —                     | —                     | 22    | 2     | 1      |
| Sporting C. P. "B" Portugal | Total club    | Total club    | 62    | 3     | 2      | 0                | 0                | 0                | 0                     | 0                     | 0                     | 62    | 3     | 2      |
| Sporting C. P. Portugal     | 1.ª           | 2022-23       | 1     | 0     | 0      | -                | -                | -                | -                     | -                     | -                     | 1     | 0     | 0      |
| Sporting C. P. Portugal     | 1.ª           | 2023-24       | 0     | 0     | 0      | 0                | 0                | 0                | -                     | -                     | -                     | 0     | 0     | 0      |
| Sporting C. P. Portugal     | Total club    | Total club    | 1     | 0     | 0      | 0                | 0                | 0                | 0                     | 0                     | 0                     | 1     | 0     | 0      |
| F. C. Arouca Portugal       | 1.ª           | 2024-25       | 26    | 1     | 1      | 2                | 0                | 0                | —                     | —                     | —                     | 28    | 1     | 1      |
| F. C. Arouca Portugal       | Total club    | Total club    | 26    | 1     | 1      | 2                | 0                | 0                | 0                     | 0                     | 0                     | 28    | 1     | 1      |
| A. S. Saint-Étienne Francia | 2.ª           | 2025-26       | 0     | 0     | 0      | -                | -                | -                | —                     | —                     | —                     | 0     | 0     | 0      |
| A. S. Saint-Étienne Francia | Total club    | Total club    | 0     | 0     | 0      | 0                | 0                | 0                | 0                     | 0                     | 0                     | 0     | 0     | 0      |
| Total carrera               | Total carrera | Total carrera | 89    | 4     | 3      | 2                | 0                | 0                | 0                     | 0                     | 0                     | 91    | 4     | 3      |
| 1.                          |               |               |       |       |        |                  |                  |                  |                       |                       |                       |       |       |        |

### Selección
Actualizado al último partido citado el 21 de junio de 2025.
| Selección         | Temporada         | Continental | Continental | Continental | Mundial | Mundial | Mundial | Amistosos | Amistosos | Amistosos | Total | Total | Total  |
| Selección         | Temporada         | Part.       | Goles       | Asist.      | Part.   | Goles   | Asist.  | Part.     | Goles     | Asist.    | Part. | Goles | Asist. |
| ----------------- | ----------------- | ----------- | ----------- | ----------- | ------- | ------- | ------- | --------- | --------- | --------- | ----- | ----- | ------ |
| Sub-16 Portugal   | 2018              | —           | —           | —           | —       | —       | —       | 1         | 0         | 0         | 1     | 0     | 0      |
| Sub-16 Portugal   | Total sel.        | 0           | 0           | 0           | 0       | 0       | 0       | 1         | 0         | 0         | 1     | 0     | 0      |
| Sub-18 Portugal   | 2021              | —           | —           | —           | —       | —       | —       | 2         | 0         | 0         | 2     | 0     | 0      |
| Sub-18 Portugal   | Total sel.        | 0           | 0           | 0           | 0       | 0       | 0       | 2         | 0         | 0         | 2     | 0     | 0      |
| Sub-19 Portugal   | 2021-22           | 3           | 0           | 0           | —       | —       | —       | 5         | 1         | 0         | 8     | 1     | 0      |
| Sub-19 Portugal   | Total sel.        | 3           | 0           | 0           | 0       | 0       | 0       | 5         | 1         | 0         | 8     | 1     | 0      |
| Sub-21 Portugal   | 2024-25           | 5           | 0           | 0           | —       | —       | —       | 0         | 0         | 0         | 5     | 0     | 0      |
| Sub-21 Portugal   | Total sel.        | 5           | 0           | 0           | 0       | 0       | 0       | 0         | 0         | 0         | 5     | 0     | 0      |
| Total selecciones | Total selecciones | 8           | 0           | 0           | 0       | 0       | 0       | 8         | 1         | 0         | 16    | 1     | 0      |
| 1.                |                   |             |             |             |         |         |         |           |           |           |       |       |        |

## Palmarés

### Títulos nacionales
| Título        | Equipo         | País     | Año  |
| ------------- | -------------- | -------- | ---- |
| Primeira Liga | Sporting C. P. | Portugal | 2024 |